# HO軌

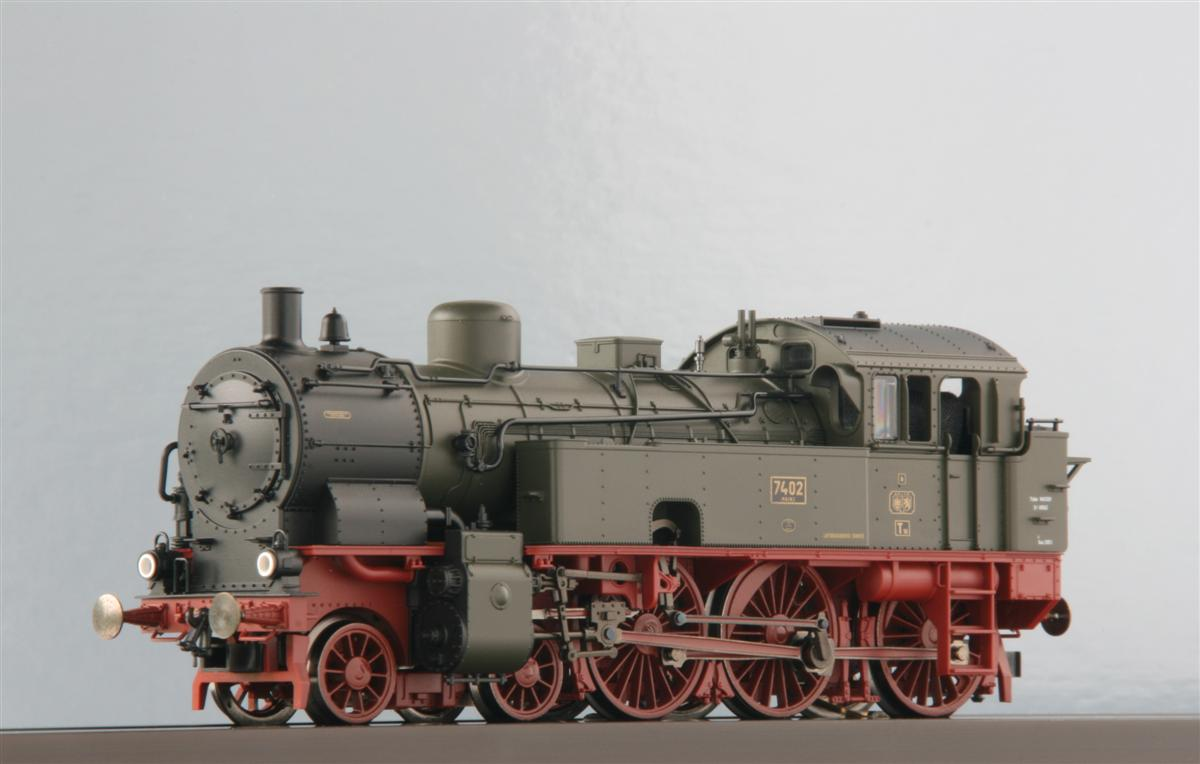
HO軌車Prussian T10

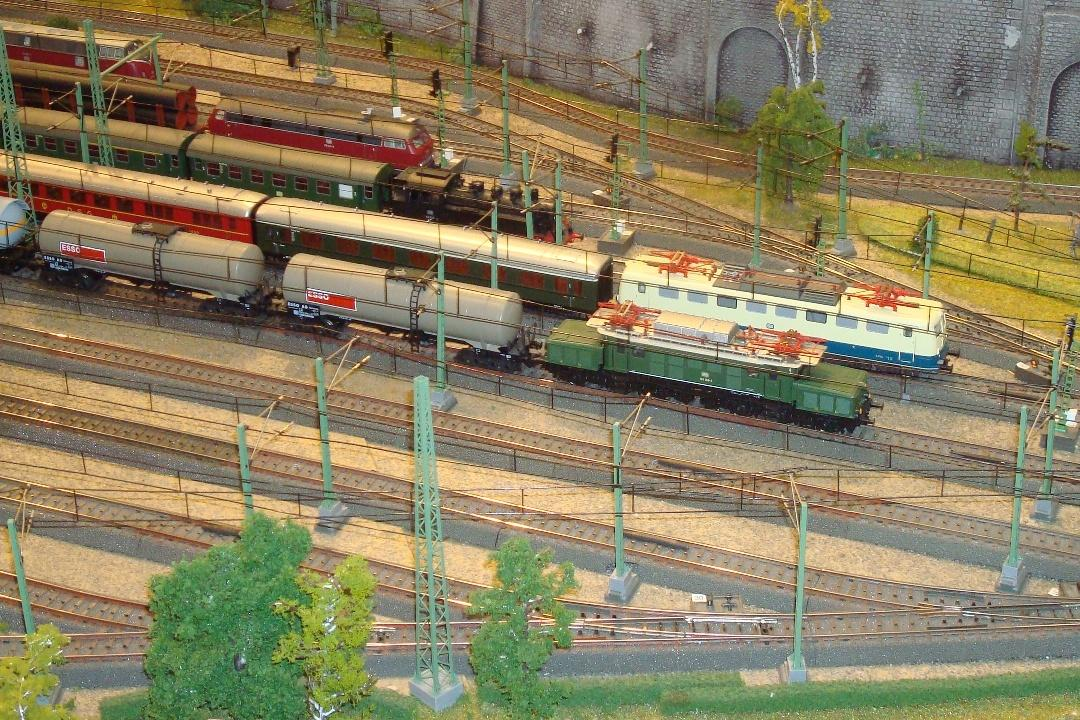
一套HO軌組合

HO軌為火車模型的一個比例，世界上大部分的火車模型以HO軌居多。在臺灣則稱為 HO規或 HO軌距。
HO比例不止只有1:87（真實火車軌距1435毫米左右）比例，HOj比例1:80（真實火車軌距1067毫米左右）也是其中一個比例，雖然比例不同，但是都可以行駛在軌距為16.5毫米的軌道上。
而HO比例火車模型的供電方式有AC與DC兩種方式，兩者互不相容。使用AC供電方式的僅有德國廠牌Märklin（馬克林），其在軌道上有小小的供電接觸點，模型火車使用車台下方的導電材質與軌道上的接觸點接觸取電。
至於其他廠牌FLEISCHMANN、ROCO、TRIX、PIKO、KATO、百萬城等大多數廠牌則是使用DC供電方式，使用導電材質做的軌道與車輪來進行導電。
也有些火車可以用機車上的集電弓與電力接觸網來進行導電
因為Märklin的玩家在德國佔大多數，使得一些DC廠牌也有生產AC的火車模型，不過數量十分稀少。